# Porphyrinia albivestalis
Porphyrinia albivestalis là một loài bướm đêm trong họ Noctuidae.